# Ваповский, Бернард
Бе́рнард Вапо́вский (пол. Bernard Wapowski; 1450, Ваповцы — 21 ноября 1535, Краков) — краковский каноник, секретарь и придворный историограф короля польского и великого князя литовского Сигизмунда I. Наиболее известный польский картограф XVI века, порой называемый «отцом польской картографии».

## Биография
Происходил из шляхетского рода герба Нечуя. Вырос в Оструве и Ваповцах, посещал школу в расположенном неподалёку Пшемысле. Учился в Краковской академии (1493), а в 1503—1505 годах в Болонье, где получил докторскую степень в области канонического права. С 1506 года камердинер папы Юлия II в Риме, где работал над изданием «Географии» Клавдия Птолемея, заново переделал карту Центральной Европы. В Польшу возвратился в 1515 году, где стал каноником вислицким и секретарём Сигизмунда Старого. Позже занимал должность кантора и каноника в Кракове.
В честь Бернарда Ваповского назван кратер на Луне, улицы в Люблине и на окраине Варшавы.

## Хроника Ваповского
По инициативе Сигизмунда в 1533 году Ваповский начал работу над сочинением по истории Польши со времён Леха, но до своей смерти в 1535 году завершить произведение не успел. Незаконченная им латинская рукопись не была издана и исчезла при странных обстоятельствах. Известно, что хроникой Ваповского пользовались Бельский и Кромер. В сочинении Мартина Бельского перед разделом о происхождении поляков сказано: «Начинается Польская хроника Бернарда Ваповского», и далее в примечаниях: «Сам от себя я здесь ничего не пишу, только то, что в латинской рукописи».
Так как следы хроники обрываются на Кромере, предполагается, что он и был последним, кто видел рукопись Ваповского, после чего уничтожил её. В 1587 году историк и издатель Томаш Плаза намеревался сделать совместное издание хроник Ваповского и Кромера, но получил от Кромера только фрагмент рукописи Ваповского с изложением событий с 1380 по 1535 год, который и издал в 1589 году в Кёльне как приложение к «Истории Польши» Кромера. В предисловии к изданию Томаш Плаза выразил сожаление, что начало хроники Ваповского вряд ли будет найдено, а также отметил, как «бессовестно списывают историки друг у друга», видимо, намекая на Кромера.
В 1848 году Николай Малиновский нашёл фрагмент хроники Ваповского в рукописи XVI века, касающийся событий 1380—1528 годов, который и издан в переводе на польский в Вильне под названием «История Короны Польской и Великого княжества Литовского». В своём издании историк разделил текст рукописи по
хронологическому принципу на 9 книг, а также обозначил заголовками его сюжетные части и разделы. Найденный Малиновским фрагмент, получивший название «рукопись Баворовского», имеет некоторые расхождения с версией в издании Томаша Плазы, что позволяет говорить о наличии нескольких списков хроники Ваповского уже в XVI веке.
Малиновский перевёл не всю хронику, так как в его издании события заканчиваются 1463 годом. Остальную часть хроники Ваповского по рукописи Баворовского издал в подлиннике Йозеф Шуйский, также выполнивший сопоставление с изданием Томаша Плазы. Шуйский не стал делить текст источника, а собственные заголовки вынес на поля, что было продиктовано желанием приблизиться к оригиналу. Его издание охватывает события с 1480 по 1535 год, при этом текст с 1528 года является переизданием Томаша Плазы. Таким образом, часть хроники, охватывающая 1463—1480 годы, вообще не была издана.
В 1964 году польским историком Станиславом Григелем была предпринята попытка восстановить утраченную часть хроники Ваповского на основе сопоставления заимствований Бельского и Кромера, но ценность этой работы оспаривается.
В 1966 году Барбара Беньковская издала фрагмент хроники, касающийся событий 1516—1528 годов, с параллельным текстом хроники Эмерика Венгра — одного из источников Ваповского.
Хроника Ваповского является важным историческим источником по истории Польши, Великого княжества Литовского, Руси, Венгрии, Чехии и Священной Римской империи. Степень компилятивной хроники до конца не установлена. Описание событий 1380—1480 годов основано на «Анналах» Яна Длугоша, 1480—1506 — хронике Мацея Меховского, 1505—1516 — хронике Иоста Деция, 1516—1528 — хронике Эмерика Венгра. Изложение событий 1528—1535 годов, являющееся наиболее ценной частью хроники, основано на документах королевской канцелярии, дипломатической переписке и свидетельствах очевидцев.

## Другие работы
Кроме хроники, Ваповский был автором произведений «Carmina» (Рим, 1515), представляющих собой сборник песен в честь победы в битве под Оршей, «Oratio» (Краков, 1523), а также первого перевода Псалтыри на польский. Некоторые стихи Ваповского, а также его приветственная речь, посвящённая Сигизмунду I, были опубликованы в качестве приложения к изданию Шуйского.

## Карты
В начале XVI века Ваповский работал вместе с картографом Марко Беневентано над картой Центральной Европы, изданной в 1507 году как Tabula Moderna Polonie, Ungarie, Boemie, Germanie, Lithuanie.
В 1526—1528 годах в Кракове были изданы составленные Ваповским географические карты. Первые две, изданные в 1526 году, представляли собой карты Европы в пределах от Торуни до Константинополя и от устья Дона до Познани. Эти карты являются древнейшими картами с изображением всей польской территории. Карта Восточной Европы Tabula Sarmatiae была создана в масштабе 1:2 900 000.
В 1526 году Ваповский составил карту собственно Польши и Великого княжества Литовского в масштабе 1:1 000 000. Карта была выполнена ксилографическим способом краковским гравёром Флорианом Унглером и озаглавлена Mapp/a in qua illustr/antur ditiones Regni/ Poloniae ac Magni D/ucatus Lithuaniae pars. На этой карте основывались позднейшие карты Польши Вацлава Гродзецкого (Базель, 1562) и Герарда Меркатора (1554, 1572).
Почти весь тираж карты Польши Ваповского сгорел во время пожара в Кракове в 1528 году. До 1932 года она была известна только по описаниям. Части оригинальной карты были случайно обнаружены в старых расчётных книгах (рахунках) в Центральном архиве древних актов в Варшаве Казимиром Пекарским, но были утрачены во время Второй мировой войны. Найденные Пекарским элементы карты Ваповского сохранились в репродукциях.